# Glynis Nunn
Pour les articles homonymes, voir Nunn.
Glynis Nunn, née Glynis Leanne Saunders le 4 décembre 1960 à Toowoomba, est une athlète australienne, pratiquant l'heptathlon.

## Biographie
Elle pratique tout d'abord le pentathlon, compétition qui a été ensuite remplacée par l'heptathlon en 1981. En 1978, elle doit renoncer à participer aux Jeux du Commonwealth en raison d'une blessure.
Lors de l'édition suivante des Jeux du Commonwealth, devenue entre-temps Glynis Nunn, elle devient la première femme à remporter l'heptathlon dans cette compétition. 
Elle participe l'année suivante à la première édition des mondiaux d'athlétisme, édition qui se déroule à Helsinki. Elle y termine à une 7e place. En 1984, elle fait partie des favorites pour inaugurer le palmarès olympique de la discipline. Ceci est favorisé par le boycott du bloc du Pacte de Varsovie. Elle remporte la médaille d'or, devançant l'américaine Jackie Joyner-Kersee de seulement cinq points. Elle participe également à deux autres finales, le saut en longueur et le 100 mètres haies.
Elle abandonne ensuite l'heptathlon pour cette dernière discipline. Bien que se voyant confronter à de nombreuses blessures, elle parvient à participer aux Jeux du Commonwealth 1986 où elle obtient une médaille de bronze.
Elle mit un terme à sa carrière d'athlète en 1990.

## Palmarès

### Jeux olympiques d'été
- Jeux olympiques de 1984 à Los Angeles,  États-Unis
  -  Médaille d'or de l'heptathlon
  - 7e du 100 mètres haies
  - 7e du saut en longueur

### Championnats du monde d'athlétisme
- Championnats du monde 1983 à Helsinki,  Finlande
  - 7e

### Jeux du Commonwealth
- Jeux du Commonwealth 1982 à Brisbane,  Australie
  -  Médaille d'or de l'heptathlon
- Jeux du Commonwealth 1986 à Édimbourg,  Écosse
  -  Médaille de bronze du 100 mètres haies